# Selena Live!
Albums de Selena
Entre a mi mundo
(1992) Amor prohibido
(1993)
Singles
1. No debes jugar (en)
Sortie : 29 avril 1993
2. La llamada (en)
Sortie : 18 octobre 1993

Live! ou Selena Live! est un album live de la chanteuse américaine de pop tejano Selena, sorti le 4 mai 1993 par EMI Latin. L'album a été réédité le 22 septembre 2002 dans le cadre de la collection « Selena : 20 Years of Music », qui comprenait des commentaires de sa famille, de ses amis et des membres de son ancien groupe Selena y Los Dinos. L'album comprend trois titres studio influencés par la cumbia, tandis que le reste de l'album consiste en des versions live de chansons déjà publiées. Il a été enregistré lors d'un concert gratuit au Memorial Coliseum (en) de Corpus Christi, au Texas, le 7 février 1993. Il a été certifié or par la Recording Industry Association of America (RIAA) la première année, double platine en 1995, et or en 2002.
Live! a permis à Selena de remporter le Grammy Award du meilleur album mexicano-américain lors de la 36e édition des Grammy Awards, devenant ainsi la première musicienne tejano à y parvenir. Il avait remporté deux prix aux prix Billboard de musique latine en 1994, et trois prix aux Tejano Music Awards en 1994 également. Il a atteint la première place du classement des albums mexicains régionaux aux États-Unis, la deuxième place du classement des meilleurs albums latins du magazine Billboard et la 79e place du classement Billboard 200. Peu après sa sortie, l'album a reçu des critiques majoritairement positives de la part des critiques musicaux qui ont affirmé que l'album était une « préfiguration » d'Amor prohibido (1994), et que Selena était l'équivalent mexicain de Madonna. L'album a donné naissance à deux singles, qui étaient simultanément dans le top 5 du classement Hot Latin Tracks.

## Contexte
Au début de l'année 1993, Abraham Quintanilla, manager du groupe et père de Selena, d'A. B. Quintanilla et de Suzette Quintanilla, a demandé à EMI Latin de sortir un album live. La société ayant accepté, Abraham a loué le Memorial Coliseum (en) pour le 7 février 1993,. Une publicité a été faite dans les journaux locaux, tandis qu'un nombre non spécifié de billets a été donné aux programmateurs de radio et aux DJ du sud du Texas pour leurs promotions,.
Le spectacle mettait en vedette Selena y Los Dinos ; Selena au chant avec le choriste Pete Astudillo, A. B. Quintanilla à la basse, Suzette Quintanilla à la batterie, Chris Pérez, le mari de la chanteuse, à la guitare électrique, Ricky Vela et Joe Ojeda aux claviers. Il n'y avait pas de setlist pour le spectacle, le groupe s'est produit en direct devant 3 000 personnes et a joué librement, le frère de Selena choisissant les chansons que le groupe allait interpréter. Le spectacle a commencé avec les chansons Como la flor et Baila esta cumbia (en), la chanteuse a demandé au fiancé de sa sœur, Billy Arriaga, de monter sur scène pour jouer avec elle,.
Selon Pérez, le groupe a interprété ce soir-là un nombre indéterminé de chansons dont certaines n'ont finalement pas été retenues sur l'album. Il a expliqué dans une interview en 2002 que l'une de ces chansons comprenait la version originale de Bidi bidi bom bom (en), qui a ensuite été publiée sur Amor prohibido en 1994,.

## Chansons
No debes jugar (en), le single principal de Live!, a été écrit et produit par A. B. Quintanilla, le frère de Selena et le producteur de sa musique, le claviériste principal du groupe Ricky Vela, et Bebu Silvetti, un producteur de musique argentin. Le titre est une chanson mexicaine de cumbia rock dont l'orgue est le l'instrument principal. Ramiro Burr du Houston Chronicle a déclaré que Selena a mélangé des rythmes de polka mexicaine avec des accroches pop mélodiques et synthétiques dans No debes jugar et La llamada (en). La première a été nommée comme chanson de l'année aux Tejano Music Awards de 1994,. Elle est interprétée en fa majeur avec 89 battements par minute. Sur le plan lyrique, la chanson décrit une femme dont la vie est centrée sur le fait de ne pas être appréciée par son petit ami. Fatiguée et prête à tout, elle finit par se défendre en annonçant qu'elle a fini de jouer et menace de partir. Elle a atteint la troisième place du classement américain Billboard Hot Latin Tracks, Latin Regional Mexican Airplay et Latin Pop Airplay simultanément.
La llamada, le deuxième single de Live!, a été écrit et produit par Quintanilla et Astudillo. Howard Blumenthal a écrit dans son livre The world music CD listener's guide que la chanson est « énergique ». Elle est en la majeur avec 90 battements par minute. Elle décrit une femme qui dit à son petit ami par téléphone qu'elle l'a vu embrasser une autre fille, tandis que son petit ami essaie de la persuader que ce n'était pas lui. Elle a atteint la cinquième place du classement Hot Latin Tracks, la sixième place du classement Latin Regional Mexican Airplay et la huitième place du classement Latin Pop Airplay. Tú robaste mi corazón est un duo avec le chanteur Emilio Navaira (en), « The King of Tejano music. Il est sorti comme deuxième single promotionnel de l'album et a été écrit et produit par Quintanilla, Vela et Silvetti. Blumenthal a écrit dans son livre que la chanson est un « grand duo d'amour ». Paul Verna a écrit que les fans de Selena « ne se lassaient pas » de Como quisiera (Preciosa) et de Tú robaste mi corazón. Il a également noté que les deux chansons étaient des « chansons d'amour au rythme lent » et étaient des singles potentiels de l'album posthume Siempre Selena (1996). Tú robaste mi corazón est composée dans la tonalité de fa majeur avec 130 battements par minute. La chanson décrit une femme et un homme trouvant l'harmonie et l'amour l'un dans l'autre tout en ressentant des émotions jamais ressenties auparavant dans leur vie. Elle a atteint la cinquième place du classement Hot Latin Tracks, la huitième place du classement Latin Regional Mexican Airplay et la sixième place du classement Latin Pop Airplay.

## Accueil
Sarah M. Misemer a écrit dans son livre Secular saints : performing Frida Kahlo, Carlos Gardel, Eva Perón, and Selena que Live! et Amor prohibido (1994) ont été les deux albums les plus réussis de la carrière de Selena. Joey Guerra, d'Amazon.com, a écrit que Live! est un « rappel grésillant du charisme électrique de [Selena] sur scène et de son talent florissant en tant qu'interprète ». Guerra a également déclaré que les chansons interprétées en direct avaient mis en évidence la « capacité étrange de Selena à insuffler à une chanson d'amour à la fois l'innocence d'une jeune fille et une sexualité passionnée ». Il a noté que Como la flor, Baila esta cumbia et La carcacha étaient des exemples de ses affirmations. Il affirme également que tout auditeur peut sentir la « chaleur qui s'infiltre dans les enceintes ». Guerra termine sa critique en déclarant que l'album « préfigure » Amor prohibido. Stephen Thomas Erlewine d'Allmusic a écrit que Live! avait apporté la preuve que Selena était une « interprète énergique [et] passionnante ». Erlewine a noté que Selena a interprété des versions live de ses « numéros les plus populaires » devant un « public enthousiaste ». Erlewine a terminé sa critique en déclarant que l'album avait « capturé une partie de cette énergie et montré pourquoi elle était si populaire ». Peu après la sortie de l'album, les critiques musicaux ont commencé à appeler Selena l'équivalent mexicain de Madonna.
Live! est le premier album tejano à avoir remporté un Grammy Award, le prix du meilleur album mexicano-américain lors de la cérémonie de 1994. Le président d'EMI Latin pensait que Selena était prête à enregistrer et à sortir un album crossover qui aurait catapulté sa carrière sur le marché anglophone,,. Selena a donc signé avec SBK Records en novembre 1993, mais l'enregistrement de l'album n'a commencé qu'un an plus tard. En mai 1994, Live! a été nommé album de l'année par les Billboard Latin Music Awards. L'album a également permis à Selena de remporter le titre de "chanteuse régionale mexicaine de l'année. Aux Tejano Music Awards de 1994, Selena a remporté le titre de chanteuse de l'année, l'album de l'année et a été nommée artiste féminine de l'année, tandis que l'album était nommé pour le disque de l'année. Aux Lo Nuestro Awards de 1994, elle a été nommée Album régional mexicain de l'année.

## Ventes
Live! est sorti le 4 mai 1993. Il a été certifié or par la Recording Industry Association of America (RIAA) pour des ventes de 100 000 exemplaires aux États-Unis la première année. Le 22 avril 1995, l'album a débuté à la 146e place du Billboard 200 des États-Unis, après le meurtre de Selena le mois précédent. L'album a atteint la 79e place le 13 mai 1995 avant de disparaître du classement le 3 juin 1995. Il a débuté à la quatrième place du classement des meilleurs albums latinos, puis a atteint la troisième place dans les trois mois suivant sa sortie, restant ensuite dans le top 20. Il est sorti temporairement du classement et est revenu à la 47e place en janvier 1995, avant d'en sortir à nouveau. L'album a pris la troisième place du classement après le meurtre de Selena. Une semaine plus tard, il a culminé à la deuxième place avant d'osciller entre les dix premières places, puis de disparaître des charts un an plus tard. En 1997, il est certifié double platine pour des ventes de 200 000 copies. Live! a débuté à la huitième place du classement des albums mexicains régionaux latins, puis a disparu du classement pendant près d'un mois. Il est réapparu et a atteint la première place pendant sept semaines consécutives. Il est resté dans le top 10 pendant deux ans. L'album est devenu numéro deux après le meurtre de Selena. Il s'est vendu à plus de 250 000 exemplaires au Mexique.

## Pistes
- Liste des titres adadptée d'AllMusic[17].

| Live! version originale | Live! version originale                              | Live! version originale                               | Live! version originale | Live! version originale | Live! version originale | Live! version originale | Live! version originale | Live! version originale | Live! version originale |
| No                      | Titre                                                | Auteur                                                | Durée                   |                         |                         |                         |                         |                         |                         |
| ----------------------- | ---------------------------------------------------- | ----------------------------------------------------- | ----------------------- | ----------------------- | ----------------------- | ----------------------- | ----------------------- | ----------------------- | ----------------------- |
| 1.                      | Como la flor/Baila esta cumbia (en)                  | Selena, A. B. Quintanilla, Pete Astudillo, Ricky Vela | 9:46                    |                         |                         |                         |                         |                         |                         |
| 2.                      | Amame, quiéreme/Siempre estoy pensando en ti         | A. B. Quintanilla, Pete Astudillo                     | 3:49                    |                         |                         |                         |                         |                         |                         |
| 3.                      | Ven conmigo/Perdóname                                | A. B. Quintanilla, Pete Astudillo                     | 6:35                    |                         |                         |                         |                         |                         |                         |
| 4.                      | ¿Qué creias? (en)                                    | A. B. Quintanilla, Pete Astudillo                     | 3:36                    |                         |                         |                         |                         |                         |                         |
| 5.                      | Si la quieres                                        | Ricky Vela                                            | 3:18                    |                         |                         |                         |                         |                         |                         |
| 6.                      | ¿Porque le gusta bailar cumbia?                      | Pete Astudillo                                        | 3:53                    |                         |                         |                         |                         |                         |                         |
| 7.                      | La carcacha (en)/Besitos                             | A. B. Quintanilla, Pete Astudillo                     | 6:55                    |                         |                         |                         |                         |                         |                         |
| 8.                      | Ya ves/Las cadenas/Yo te amo                         | A. B. Quintanilla, Pete Astudillo, Ricky Vela         | 8:11                    |                         |                         |                         |                         |                         |                         |
| 9.                      | No debes jugar (en)                                  | A. B. Quintanilla, Ricky Vela                         | 2:51                    |                         |                         |                         |                         |                         |                         |
| 10.                     | Tú robaste mi corazón (duo avec Emilio Navaira (en)) | A. B. Quintanilla, Ricky Vela                         | 3:51                    |                         |                         |                         |                         |                         |                         |
| 11.                     | La llamada (en)                                      | A. B. Quintanilla, Pete Astudillo                     | 3:13                    |                         |                         |                         |                         |                         |                         |
| 55:52                   |                                                      |                                                       |                         |                         |                         |                         |                         |                         |                         |

| 12. | Commentaires parlés (par la famille et les amis de Selena et par Selena y Los Dinos) | Brian « Red » Moore | 33:46 |

## Crédits
Crédits adaptés de la pochette CD.
Producteurs
| - A&R – José Behar - Producteurs – A. B. Quintanilla, Bebu Silvetti - Producteurs exécutifs – Jorge Alberto Pino, Abraham Quintanilla | - Marketing – José Behar, Suzette Quintanilla - Management – José Behar |

Chant
- Chant – Selena Quintanilla-Pérez

Visuels et images
| - Direction artistique – Lisette Lorenzo - Stylisme – Selena, Martin Gomez - Barbiers – Rosa Sullivan, Mark Duncan | - Maquillage – Lisette Lorenzo - Photographie – Maurice Rinaldi |

Instruments
| - Batterie – Suzette Quintanilla - Guitare - Chris Pérez, A. B. Quintanilla, Henry Gomez - Claviers – Joe Ojeda, Ricky Vela | - Accordéon- Johnny Saenz - Trompette – Rene Gasca - Trombone – Gilbert Garza - Bajo Sexto – A. B. Quintanilla |

Technique
| - Arrangement – Joe Ojeda, Chris Pérez, Ricky Vela - Auteurs – A. B. Quintanilla, Selena, Ricky Vela, Pete Astudillo, Chris Pérez, Jorge Luis Borrego, Chrissie Hynde, Barrio Boyzz, K. C Porter, Miguel Flores, Suzette Quintanilla, Abraham Quintanilla, - Ingénieurs du son – Brian Moore, Malcolm Harper, Ron Morales - Assistants ingénieurs – Suzette Quintanilla, Abraham Quintanilla | - Producteur exécutif – Jorge Alberto Pino - Mastering - Bob Ludwig - Mixage – Manny Guerra - Assistant mixage – A. B. Quintanilla - Production – A. B. Quintanilla, José Behar, Jorge Alberto Pino, Guillermo Johnson Page, Gregg Vickers, Brian Moore - Commentaires parlés - Suzette Quintanilla, Nir Seroussi - Concept: Gregg Vickers - Producteur réédition: Guillermo J. Page |